# Кялгіз
Кялгі́з — гірська вершина у східній частині Великого Кавказу. Знаходиться на півночі Азербайджану.